# Arleen Augér
Joyce Arleen Auger (ook: Augér) (South Gate (Californië), 13 september 1939 - Barneveld, 10 juni 1993) was een Amerikaanse sopraan, befaamd vanwege haar coloratuurstem en interpretaties van werken van Johann Sebastian Bach, Georg Friedrich Händel, Joseph Haydn, Claudio Monteverdi, Christoph Willibald Gluck en Wolfgang Amadeus Mozart.

## Biografie
Augér werd geboren in South Gate (Californië) en woonde in Hartsdale (New York). Ze leerde als kind piano en viool spelen. Ze behaalde in 1963 een BA in Onderwijs aan de California State University - Long Beach; haar eerste baan was als kleuterleidster en eerstegraadsleraar leraar (d.i. voor de eerste klas na de kleuterschool). 
Tussen 1965 en 1967 studeerde zij zang met de tenor Ralph Errolle in Evanston (Illinois). Zij begon haar professionele zangcarrière in 1967 na het winnen van de I. Viktor Fuchs Vocal Competition in Los Angeles, die haar enkele zangengagementen en reizen naar Wenen opleverde. Ze trad deze tijd ook op met de Los Angeles Philharmonic Orchestra. Ze werd aangenomen door de Wiener Staatsoper kort na haar aankomst aldaar - ondanks haar gebrek aan kennis van de Duitse taal - na indruk te hebben gemaakt op Josef Krips. Ze bleef zeven jaar bij dit gezelschap. Haar debuut was in Mozarts Die Zauberflöte onder Krips; ze maakte haar Amerikaanse debuut met dezelfde opera in 1969 aan de New York City Opera. Haar debuut aan de Metropolitan Opera was als Marzelline in Ludwig van Beethovens Fidelio, onder Karl Böhm.
Door haar achtergrond in het onderwijs was Augér een natuurlijke zangleraar. Ze gaf van 1971 tot 1977 les aan de Goethe Universiteit in Frankfurt am Main, waarheen ze verhuisde in 1974, en later ook aan het Mozarteum Salzburg. Haar debuut aan het Teatro alla Scala was in 1975 met L'Enfant et les sortilèges van Maurice Ravel. Vanaf dit ogenblik wendde ze zich tot lyrische rollen in de opera, waarbij ze er de voorkeur aan gaf om zich te richten op haar carrière als concertzangeres, in vroege muziek en liederen, bij de laatste dikwijls begeleid door pianist Irwin Gage. Ze voerde het grootste deel van de sopraanpartijen uit in Helmuth Rillings Bach-cantate-cyclus van het midden van de jaren 1970 tot halverwege de jaren 1980, en - aan de andere kant van het spectrum - nieuwe in opdracht geschreven liederencycli door de Amerikaanse componist Libby Larsen (Sonnets from the Portuguese) en Judith Zaimont.
Ze voerde Mozarts Exsultate, Jubilate uit in de Westminster Abbey op 23 juli 1986 voor meer dan 700 miljoen televisiekijkers op het huwelijk van prins Andrew en Sarah Ferguson; ze nam later, in 1990, dit werk op samen met de Große Messe in c klein onder leiding van Leonard Bernstein. Op 5 december 1991, de tweehonderdste sterfdag van Mozart, zong ze zijn Requiem met Cecilia Bartoli en de Wiener Philharmoniker onder leiding van Georg Solti in de Stephansdom, Wenen. Ze heeft meer dan tweehonderd opnamen gemaakt, waaronder de volledige sopraancantates van Bach en de werken van Arnold Schönberg.
Augér won in 1994 een Grammy Award voor de beste klassieke zanguitvoering voor haar prestaties op de uitgave "The Art of Arlene Auger"(Koch International Classics 3-7248-2H1, 1993). Deze uitgave was ook opmerkelijk doordat het de eerste opname was van de Sonnets from the Portuguese van Libby Larsen. Augér nam ook op voor Delos Internationaal. Jason Serinus van Stereophile schreef dat haar "prachtige album van Love Songs een van de mooiste compendia van het klassieke lied blijft ooit uitgegeven."
Muziekcriticus Tim Page schreef dat ze "het soort kunstenaar [was] wier werk niet alleen een plezier was voor haar publiek, maar ook leerzaam voor haar collega's [...] naar alle standaarden, ze had een voorbeeldige loopbaan [...]. Ze zong meer dan een kwart eeuw prachtig, ze zong geweldige muziek, en ze boog nooit voor de smaak van het publiek. Ze was een kunstenaar, standvastig en serieus tot het einde."
Ze trok zich in februari 1992 terug, nadat bij haar een kwaadaardige hersentumor was ontdekt. Na drie hersenoperaties overleed ze op 53-jarige leeftijd in Barneveld, waar ze had gewoond tijdens haar ziekte. Te harer ere werd een herdenking gehouden in de Frank E. Campbell-rouwkapel, waar werken van Bach, Mozart, Gabriel Fauré en anderen werden uitgevoerd door verschillende bekende musici, onder wie Renée Fleming en Karen Holvik. Ze is tweemaal gehuwd geweest en tweemaal gescheiden. Haar laatste levenspartner was de Nederlandse bankier Wim Scherpenhuijsen Rom. Ze werd overleefd door haar partner, ouders en haar broer.

## Media
- Arleen Auger en Cecilia Bartoli zingen Benedictus uit Mozarts Requiem (video)
- Arleen Auger zingt Exultate, Jubilate van Mozart tijdens het koninklijke huwelijk in Londen (video)
- Arleen Auger zingt Et incarnatus est uit Mozarts Mis in c klein (video)